# Opaleniec (Isergebirge)

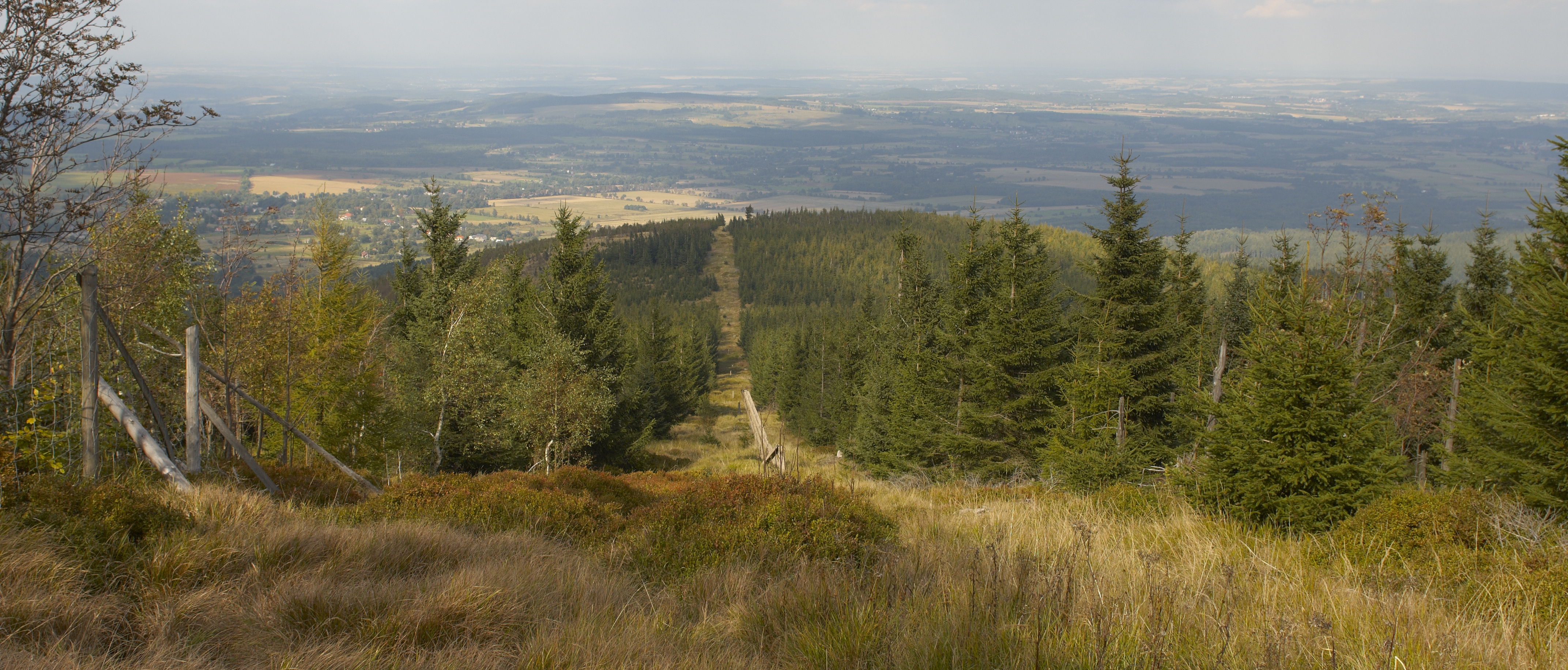
Blick ins Isergebirgsvorland

Der Opaleniec (deutsch: Brandhöhe) ist ein 825 m hoher Berg im schlesischen Teil des Isergebirges in Polen. Der Opaleniec liegt im Westen des Hohen Iserkamms in der Gemeinde Mirsk unterhalb des Stóg Izerski. 

## Beschreibung
Der Gipfel ist fast vollständig mit Nadelwald bewachsen. Einige km vom Gipfel verläuft die polnisch-tschechische Grenze. Zwischen ihm und der Czerniawska Kopa fließt der Czarny Potok.